# Амел
Амел (на немски: Amel; на френски: Amblève, Амблев) е селище в Югоизточна Белгия, окръг Вервие на провинция Лиеж. Населението му е около 5300 души (2006).